# IC 5190
IC 5190 је спирална галаксија у сазвјежђу Тукан која се налази на листи објеката дубоког неба у Индекс каталогу.
Деклинација објекта је - 59° 52' 58" а ректасцензија 22h 19m 0,9s. Привидна величина (магнитуда) објекта IC 5190 износи 14,0 а фотографска магнитуда 14,8. IC 5190 је још познат и под ознакама ESO 146-18, PGC 68556.